# کاریکا بیاچنزی
کاریکا بیاچنزی (به پرتغالی: Carlos Alberto Bianchezi) مهاجم اهل برزیل است که در شهر سائوپائولو و در تاریخ ۲۵ اوت ۱۹۶۴ به دنیا آمده‌است.
کاریکا بیاچنزی در تیم‌های فوتبال Marília Atlético Clube سابقهٔ حضور دارد.